# Oospila carnelunata
Oospila carnelunata är en fjärilsart som beskrevs av W. Warren 1906. Oospila carnelunata ingår i släktet Oospila och familjen mätare. Inga underarter finns listade i Catalogue of Life.